# Casa Pere Company
Casa Pere Company è un edificio modernista costruito nel 1911 da Josep Puig i Cadafalch che si trova al numero 56 del carrer Buenos Aires di Barcellona.
La casa nel 1911 venne proposta per il concorso annuale degli edifici artistici patrocinato dall'Ajuntament (municipio) di Barcellona, poi vinto dalla Fàbrica Casaramona, altra opera di Josep Puig i Cadafalch.
La casa è considerata la prima opera del "periodo bianco" di Puig i Cadafalch, in cui l'architetto di Mataró introdusse all'interno dei suoi progetti diversi elementi ispirati alla Secessione viennese, e la stessa facciata presenta diversi elementi decorativi come il graffito dell'Assunzione di Maria, opera di Tomás Fontanals.
Nell'anno 1940, il ginecologo Melcior Colet comprò la casa e la convertì in una clinica. Purtroppo, il restauto ad opera di Santiago Marco Urrútia ha comportato la scomparsa di quasi tutti gli elementi degli interni. Nel 1982, il dottor Colet regalò l'edificio alla Generalitat de Catalunya a condizione che venisse usata come museo dello sport, come poi è avvenuto.